# Coryphopterus gracilis
Coryphopterus gracilis és una espècie de peix de la família dels gòbids i de l'ordre dels perciformes que es troba des de les Illes Ryukyu fins a la Gran Barrera de Corall, Nova Caledònia i Fidji.
Els mascles poden assolir els 4,2 cm de longitud total.